# جورجي مارتنز
جورجي مارتنز (بالبرتغالية: Jorge Martins‏) ، من مواليد 12 أغسطس 1954 ، لاعب كرة قدم برتغالي سابق.
لعب مع منتخب البرتغال لكرة القدم.

## روابط خارجية
- جورجي مارتنز على موقع قاعدة بيانات كرة القدم.إي يو (الإنجليزية)
- جورجي مارتنز على موقع عالم كرة القدم.نت (الإنجليزية)